# Kobza
Kobza (ukrainska: кобза) är ett ukrainskt folkmusikinstrument, nära besläktat med luta och det centraleuropeiska instrumentet mandora. Kobza brukar ha fyra eller fler parade strängar, precis som en mandolin. Instrumentet har använts i det som idag är  Ukraina sedan 1000-talet och blev populärt under 1500-talet.

## Konstruktion
Ukrainsk kobza har kroppen huggen av ett enda träblock.

## Historia

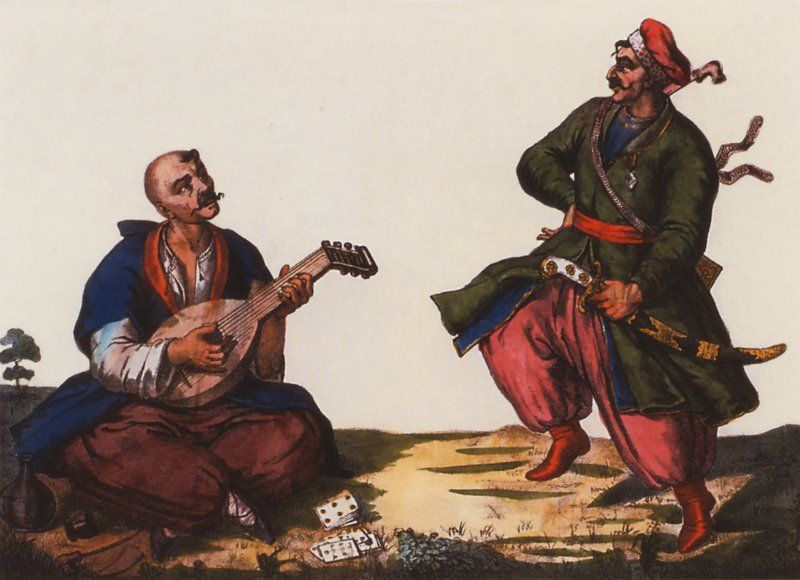
Kossack med en kobza

Benämningen kobza är av turkiskt ursprung och relaterar till benämningarna kobyz och komuz. Namnet har kommit till Lillryssland genom ett invandrat folkslag av turkiskt ursprung från Abchazien, som bosatte sig i området nära Poltava på 1200-talet.